# Paolo Pressacco
Paolo Pressacco (Udine, 12 gennaio 1957) è un ex cestista e dirigente sportivo italiano che giocava nel ruolo di playmaker.

## Carriera
Pressacco muove i primi passi, nei primi anni settanta, con la palla al cesto in una squadretta di quartiere. Viene notato dall'allora allenatore dei juniores della Snaidero Udine che lo convince ad entrare in squadra. Nella stagione 1975-76 debutta in Serie A con il club friulano.
In seguito emigra in Veneto. Dapprima a Padova, per un biennio, dove oltre a giocare per la Virtus Padova, squadra di serie B, studia geologia all'Università di Padova. Nel 1978 passa a Treviso, dove gioca con un'altra squadra di serie B. A Treviso rimane per undici anni (con una parentesi a Mestre nel 1985-86), dove contribuisce non solo alla promozione in serie A della squadra trevigiana, ma anche, tra i primi, a renderla grande nel basket italiano.
Le ultime due stagioni della sua carriera le gioca con la Reyer Venezia, squadra di serie A2. Si è ritirato nel 1991. Ora è dirigente del Benetton Pallacanestro Treviso.